# Пуљијанело (Беневенто)
Пуљијанело (итал. Puglianello) је насеље у Италији у округу Беневенто, региону Кампанија.
Према процени из 2011. у насељу је живело 603 становника. Насеље се налази на надморској висини од 55 м.

## Становништво
Према резултатима пописа становништва 2011. у општини је живело 1.380 становника.
| 1931. | 1936. | 1951. | 1961. | 1971. | 1981. | 1991. | 2001. | 2011. |
| ----- | ----- | ----- | ----- | ----- | ----- | ----- | ----- | ----- |
| 1.144 | 1.249 | 1.398 | 1.253 | 1.149 | 1.191 | 1.260 | 1.411 | 1.380 |